# Superliga 2004/05 (Russland)
Die Saison 2004/05 war die neunte Spielzeit der Superliga. Den Meistertitel sicherte sich zum zweiten Mal der HK Dynamo Moskau.

## Hauptrunde

### Modus
Die 16 Mannschaften der Superliga spielten zunächst in einer gemeinsamen Hauptrunde gegeneinander, wobei jede Mannschaft 60 Saisonspiele bestritt. Die acht bestplatzierten Mannschaften qualifizierten sich anschließend für die Play-offs, in denen der Meister ausgespielt wurde, während für die übrigen acht Mannschaften die Spielzeit beendet war. Für einen Sieg nach der regulären Spielzeit erhielt jede Mannschaft drei Punkte, bei einem Sieg in der Overtime zwei Punkte, bei einem Unentschieden nach der Overtime gab es ebenso einen Punkt, wie bei einer Niederlage nach der Overtime. Für eine Niederlage nach der regulären Spielzeit erhielt man keine Punkte.

### Tabelle
|     | Klub                      | Sp | S  | OTS | U  | OTN | N  | T   | GT  | Punkte |
| --- | ------------------------- | -- | -- | --- | -- | --- | -- | --- | --- | ------ |
| 1.  | HK Dynamo Moskau          | 60 | 35 | 5   | 7  | 4   | 9  | 179 | 106 | 126    |
| 2.  | HK Lada Toljatti          | 60 | 35 | 1   | 11 | 0   | 13 | 140 | 86  | 118    |
| 3.  | HK Metallurg Magnitogorsk | 60 | 34 | 2   | 5  | 4   | 15 | 193 | 124 | 115    |
| 4.  | Ak Bars Kasan             | 60 | 34 | 3   | 5  | 1   | 17 | 174 | 113 | 114    |
| 5.  | Lokomotive Jaroslawl      | 60 | 29 | 2   | 12 | 2   | 15 | 159 | 104 | 105    |
| 6.  | HK Awangard Omsk          | 60 | 29 | 3   | 10 | 1   | 17 | 182 | 148 | 104    |
| 7.  | Metallurg Nowokusnezk     | 60 | 26 | 1   | 12 | 2   | 19 | 129 | 126 | 94     |
| 8.  | Neftechimik Nischnekamsk  | 60 | 26 | 2   | 7  | 2   | 23 | 141 | 130 | 91     |
| 9.  | Chimik Woskressensk       | 60 | 25 | 1   | 6  | 0   | 28 | 129 | 157 | 83     |
| 10. | HK ZSKA Moskau            | 60 | 21 | 3   | 9  | 3   | 24 | 156 | 147 | 81     |
| 11. | Sewerstal Tscherepowez    | 60 | 21 | 2   | 10 | 3   | 24 | 138 | 144 | 80     |
| 12. | SKA Sankt Petersburg      | 60 | 22 | 1   | 5  | 3   | 29 | 133 | 169 | 76     |
| 13. | Salawat Julajew Ufa       | 60 | 19 | 1   | 7  | 2   | 31 | 114 | 156 | 68     |
| 14. | HK Sibir Nowosibirsk      | 60 | 12 | 2   | 12 | 2   | 32 | 97  | 138 | 54     |
| 15. | HK Spartak Moskau         | 60 | 10 | 0   | 10 | 2   | 38 | 89  | 164 | 42     |
| 16. | Molot-Prikamje Perm       | 60 | 5  | 2   | 4  | 0   | 49 | 81  | 222 | 23     |

Sp = Spiele, S = Siege, U = unentschieden, N = Niederlagen, OTS = Overtime-Siege, OTN = Overtime-Niederlage, SOS = Penalty-Siege, SON = Penalty-Niederlage

### Beste Scorer
Abkürzungen: Sp = Spiele, T = Tore, V = Assists, Pkt = Punkte; Fett: Saisonbestwert
| Spieler             | Team                      | Sp | T  | V  | Pkt |
| ------------------- | ------------------------- | -- | -- | -- | --- |
| Maxim Suschinski    | Omsk                      | 50 | 18 | 37 | 55  |
| Alexei Kaigorodow   | Magnitogorsk              | 57 | 15 | 33 | 48  |
| Dmitri Satonski     | Omsk                      | 59 | 23 | 24 | 47  |
| Alexei Morosow      | Kasan                     | 58 | 20 | 25 | 45  |
| Pavel Rosa          | Dynamo Moskau             | 54 | 21 | 23 | 44  |
| Alexander Prokopjew | Omsk                      | 60 | 14 | 29 | 43  |
| Nikolai Scherdew    | ZSKA Moskau               | 51 | 19 | 22 | 41  |
| Ilja Kowaltschuk    | Kasan                     | 53 | 19 | 22 | 41  |
| Alexander Frolow    | ZSKA Moskau Dynamo Moskau | 48 | 22 | 18 | 40  |
| Wladimir Antipow    | Jaroslawl                 | 58 | 18 | 21 | 39  |

### Beste Torhüter
Abkürzungen: Sp = Spiele, Min = Eiszeit (in Minuten), GT = Gegentore, SO = Shutouts, GAA = Gegentorschnitt, Sv% = Fangquote; Fett: Saisonbestwert
| Spieler            | Team          | Sp | Min     | GT | SO | GAA  | Sv%   |
| ------------------ | ------------- | -- | ------- | -- | -- | ---- | ----- |
| Witali Jeremejew   | Dynamo Moskau | 26 | 1575:06 | 31 | 9  | 1,18 | 94,94 |
| Jussi Markkanen    | Toljatti      | 54 | 3157:37 | 63 | 11 | 1,20 | 94,09 |
| Marc Lamothe       | Jaroslawl     | 54 | 3297:15 | 89 | 6  | 1,62 | 93,16 |
| Nikolai Chabibulin | Kasan         | 24 | 1457:24 | 40 | 5  | 1,65 | 92,95 |
| Wadim Tarassow     | Nowokusnezk   | 35 | 1961:10 | 60 | 4  | 1,84 | 92,48 |

## Playoffs
Das Viertel- und Halbfinale, sowie das Finale wurden im Modus „Best-of-Five“ ausgetragen.

### Playoff-Baum
|  | Viertelfinale | Viertelfinale            | Viertelfinale        |   |                           | Halbfinale | Halbfinale | Halbfinale |  |  | Finale | Finale | Finale |
|  |               |                          |                      |   |                           |            |            |            |  |  |        |        |        |
|  | 1             | HK Dynamo Moskau         | 3                    |   |                           |            |            |            |  |  |        |        |        |
|  | 8             | Neftechimik Nischnekamsk | 0                    |   |                           |            |            |            |  |  |        |        |        |
|  | 8             | Neftechimik Nischnekamsk | 0                    | 1 | HK Dynamo Moskau          | 3          |            |            |  |  |        |        |        |
|  |               |                          |                      | 1 | HK Dynamo Moskau          | 3          |            |            |  |  |        |        |        |
|  |               | 6                        | HK Awangard Omsk     | 1 |                           |            |            |            |  |  |        |        |        |
|  | 3             | 6                        | HK Awangard Omsk     | 1 | HK Metallurg Magnitogorsk | 2          |            |            |  |  |        |        |        |
|  | 3             |                          |                      |   | HK Metallurg Magnitogorsk | 2          |            |            |  |  |        |        |        |
|  | 6             | HK Awangard Omsk         | 3                    |   |                           |            |            |            |  |  |        |        |        |
|  | 6             | HK Awangard Omsk         | 3                    | 1 | HK Dynamo Moskau          | 3          |            |            |  |  |        |        |        |
|  |               |                          |                      |   | HK Dynamo Moskau          | 3          |            |            |  |  |        |        |        |
|  |               | 2                        | HK Lada Toljatti     | 0 |                           |            |            |            |  |  |        |        |        |
|  | 2             | 2                        | HK Lada Toljatti     | 0 | HK Lada Toljatti          | 3          |            |            |  |  |        |        |        |
|  | 2             |                          |                      |   | HK Lada Toljatti          | 3          |            |            |  |  |        |        |        |
|  | 7             | Metallurg Nowokusnezk    | 1                    |   |                           |            |            |            |  |  |        |        |        |
|  | 7             | Metallurg Nowokusnezk    | 1                    | 2 | HK Lada Toljatti          | 3          |            |            |  |  |        |        |        |
|  |               |                          |                      | 2 | HK Lada Toljatti          | 3          |            |            |  |  |        |        |        |
|  |               | 5                        | Lokomotive Jaroslawl | 0 |                           |            |            |            |  |  |        |        |        |
|  | 4             | 5                        | Lokomotive Jaroslawl | 0 | Ak Bars Kasan             | 2          |            |            |  |  |        |        |        |
|  | 4             |                          |                      |   | Ak Bars Kasan             | 2          |            |            |  |  |        |        |        |
|  | 5             | Lokomotive Jaroslawl     | 3                    |   |                           |            |            |            |  |  |        |        |        |

Spiel um Platz 3: HK Awangard Omsk – Lokomotive Jaroslawl 0:2 (3:6, 4:5)

### Russischer Meister
| Russischer Meister HK Dynamo Moskau | Torhüter: Witali Jeremejew, Alexander Jerjomenko Verteidiger: Wladislaw Buljin, Andrei Markow, Ilja Nikulin, Oleg Orechowski, Jakow Rylow, Alexander Schdan, Andrei Skopinzew, Alexei Troschtschinski, Sergei Wyschedkewitsch, Nikolai Zulygin Angreifer: Maxim Afinogenow, Ľuboš Bartečko, Alexander Charitonow, Pawel Dazjuk, Alexander Frolow, Igor Mirnow, Alexander Owetschkin, Konstantin Romanow, Pavel Rosa, Sergei Samsonow, Wadym Schachrajtschuk, Alexei Tereschtschenko, Alexei Tschupin, Igor Wolkow, Wladimir Worobjow Cheftrainer: Wladimir Krikunow |

### Beste Scorer
Abkürzungen: Sp = Spiele, T = Tore, V = Assists, Pkt = Punkte; Fett: Playoffbestwert
| Spieler            | Team          | Sp | T | V | Pkt |
| ------------------ | ------------- | -- | - | - | --- |
| Jaromír Jágr       | Omsk          | 11 | 4 | 9 | 13  |
| Maxim Suschinski   | Omsk          | 11 | 5 | 7 | 12  |
| Alexei Jaschin     | Jaroslawl     | 9  | 3 | 7 | 10  |
| Alexander Buturlin | Toljatti      | 10 | 3 | 6 | 9   |
| Pawel Dazjuk       | Dynamo Moskau | 10 | 6 | 2 | 8   |

### Beste Torhüter
Abkürzungen: Sp = Spiele, Min = Eiszeit (in Minuten), GT = Gegentore, SO = Shutouts, GAA = Gegentorschnitt, Sv% = Fangquote; Fett: Playoffbestwert
| Spieler           | Team          | Sp | Min    | GT | SO | GAA  | Sv%   |
| ----------------- | ------------- | -- | ------ | -- | -- | ---- | ----- |
| Witali Jeremejew  | Dynamo Moskau | 10 | 599:56 | 9  | 3  | 0,90 | 96,12 |
| Fred Brathwaite   | Kasan         | 2  | 128:12 | 2  | 1  | 0,94 | 95,92 |
| Jussi Markkanen   | Toljatti      | 10 | 567:05 | 14 | 1  | 1,48 | 92,89 |
| Sjarhej Schabanau | Nowokusnezk   | 4  | 249:48 | 9  | 0  | 2,16 | 93,57 |
| Marc Lamothe      | Jaroslawl     | 9  | 461:09 | 7  | 0  | 2,21 | 90,76 |

## Auszeichnungen
| Auszeichnung                                      | Spieler                                   | Team                                      |
| ------------------------------------------------- | ----------------------------------------- | ----------------------------------------- |
| Wertvollster Spieler (Golden Stick)               | Pawel Dazjuk                              | HK Dynamo Moskau                          |
| Wertvollster Spieler der Playoffs                 | Pawel Dazjuk                              | HK Dynamo Moskau                          |
| Bester Torwart                                    | Witali Jeremejew                          | HK Dynamo Moskau                          |
| Bester Verteidiger                                | Dmitri Juschkewitsch                      | Sewerstal Tscherepowez                    |
| Bester Rookie                                     | Jakow Rylow                               | HK Dynamo Moskau                          |
| Bester Veteran                                    | Waleri Kamenski                           | Chimik Woskressensk                       |
| Bester Trainer                                    | Wladimir Krikunow                         | HK Dynamo Moskau                          |
| Fairster Spieler                                  | Nikolai Sjomin                            | HK ZSKA Moskau/HK Metallurg Magnitogorsk  |
| Fairster Spieler                                  | Alexei Tertyschny                         | HK Metallurg Magnitogorsk                 |
| Ironman Award (Meiste Spiele in 3 Jahren)         | Alexander Prokopjew                       | HK Awangard Omsk                          |
| Timing Master (Frühestes und spätestes Saisontor) | Sergei Konkow (0:17)                      | Torpedo Nischni Nowgorod                  |
| Timing Master (Frühestes und spätestes Saisontor) | Jaromír Jágr (68:19)                      | HK Awangard Omsk                          |
| Torjäger-Trio                                     | Dmitri Satonski                           | HK Awangard Omsk                          |
| Torjäger-Trio                                     | Alexander Prokopjew                       | HK Awangard Omsk                          |
| Torjäger-Trio                                     | Maxim Suschinski                          | HK Awangard Omsk                          |
| Torgefährlichstes Team                            | HK Dynamo Moskau (211 Tore in 70 Spielen) | HK Dynamo Moskau (211 Tore in 70 Spielen) |

All-Star-Team
| Angriff:      | Wiktor Koslow – Pawel Dazjuk – Jaromír Jágr |
| Verteidigung: | Karel Rachůnek – Andrei Markow              |
| Tor:          | Witali Jeremejew                            |

## Lockout der NHL-Saison
Aufgrund des kompletten Ausfalls der Saison 2004/05 der nordamerikanischen National Hockey League wegen des Lockouts ließen es sich die Teams der Superliga nicht nehmen, einige Spieler aus der NHL unter Vertrag zu nehmen. Insgesamt fanden im Verlauf der Spielzeit über 50 Spieler aus Übersee den Weg nach Russland. Ak Bars Kasan stellte mit 13 Akteuren das größte Kontingent, Neftechimik Nischnekamsk verpflichtete als einziges Team keinen einzigen Spieler.
| - Lokomotive Jaroslawl (4) Nikolai Antropow (Toronto Maple Leafs) Alexei Jaschin (New York Islanders) Alexander Karpowzew (Chicago Blackhawks) Karel Rachůnek (New York Rangers) - Ak Bars Kasan (13) Nikolai Antropow (Toronto Maple Leafs) Fred Brathwaite (Columbus Blue Jackets) Nikolai Chabibulin (Tampa Bay Lightning) Dany Heatley (Atlanta Thrashers) Darius Kasparaitis (New York Rangers) Wjatscheslaw Koslow (Atlanta Thrashers) Alexei Kowaljow (Montréal Canadiens) Ilja Kowaltschuk (Atlanta Thrashers) Vincent Lecavalier (Tampa Bay Lightning) Michael Nylander (Boston Bruins) Brad Richards (Tampa Bay Lightning) Ruslan Salej (Mighty Ducks of Anaheim) Alexei Schitnik (Buffalo Sabres) - HK Metallurg Magnitogorsk (6) Patrik Eliáš (New Jersey Devils) Fjodor Fjodorow (Vancouver Canucks) Sergei Gontschar (Boston Bruins) Dmitri Kalinin (Buffalo Sabres) Jewgeni Nabokow (San Jose Sharks) Petr Sýkora (Mighty Ducks of Anaheim) | - HK Dynamo Moskau (9) Maxim Afinogenow (Buffalo Sabres) Ľuboš Bartečko (Atlanta Thrashers) Pawel Dazjuk (Detroit Red Wings) Alexander Frolow (Los Angeles Kings) Martin Havlát (Ottawa Senators) Maxim Kusnezow (Los Angeles Kings) Andrei Markow (Montréal Canadiens) Sergei Samsonow (Boston Bruins) Artjom Tschubarow (Vancouver Canucks) - HK Spartak Moskau (2) Fjodor Fjodorow (Vancouver Canucks) Kanstanzin Kalzou (Pittsburgh Penguins) - HK ZSKA Moskau (4) Alexander Frolow (Los Angeles Kings) Oleg Kwascha (New York Islanders) Oleg Saprykin (Calgary Flames) Nikolai Scherdew (Columbus Blue Jackets) - Metallurg Nowokusnezk (1) Andrei Nasarow (Phoenix Coyotes) - HK Sibir Nowosibirsk (1) Alexander Karpowzew (Chicago Blackhawks) - HK Awangard Omsk (3) Jaromír Jágr (Washington Capitals) Andrei Nasarow (Phoenix Coyotes) Alexander Pereschogin (Montréal Canadiens) - Molot-Prikamje Perm (1) Michail Kuleschow (Colorado Avalanche) | - SKA Sankt Petersburg (8) Alexander Chawanow (St. Louis Blues) Michail Kuleschow (Colorado Avalanche) Maxim Kusnezow (Los Angeles Kings) Michael Nylander (Boston Bruins) Alexei Semjonow (Edmonton Oilers) Garth Snow (New York Islanders) Fjodor Tjutin (New York Rangers) Mark Wotton (Utah Grizzlies) - HK Lada Toljatti (5) Dmitri Afanassenkow (Tampa Bay Lightning) Maxim Kondratjew (Toronto Maple Leafs) Wiktor Koslow (New Jersey Devils) Jussi Markkanen (Edmonton Oilers) Dainius Zubrus (Washington Capitals) - Sewerstal Tscherepowez (2) Oleg Kwascha (New York Islanders) Andrei Sjusin (Minnesota Wild) - Salawat Julajew Ufa (1) Andrei Sjusin (Minnesota Wild) - Chimik Woskressensk (8) Bryan Allen (Vancouver Canucks) Sergei Brylin (New Jersey Devils) Manny Legace (Detroit Red Wings) Alexander Koroljuk (San Jose Sharks) Wjatscheslaw Koslow (Atlanta Thrashers) Kamil Piroš (Atlanta Thrashers) Olexij Ponikarowskyj (Toronto Maple Leafs) Witali Wischnewski (Mighty Ducks of Anaheim) |